# Kopstaanders
Kopstaanders (Anostomidae) zijn een familie van straalvinnige vissen uit de orde van Karperzalmachtigen (Characiformes).

## Geslachten
- Abramites Fowler, 1906
- Anostomoides Pellegrin, 1909
- Anostomus Scopoli, 1777
- Gnathodolus G. S. Myers, 1927
- Hypomasticus Borodin, 1929
- Laemolyta Cope, 1872
- Leporellus Lütken, 1875
- Leporinus Agassiz, 1829
- Petulanos Sidlauskas & Vari, 2008
- Pseudanos R. Winterbottom, 1980
- Rhytiodus Kner, 1858
- Schizodon Agassiz, in Spix & Agassiz, 1829
- Synaptolaemus G. S. Myers & Fernández-Yépez, 1950